# MANPY的G★SPOT
《MANPY的G★SPOT》，是日本樂團南方之星的第35張單曲。1995年5月22日發行。

## 簡介
《MANPY的G★SPOT》是樂團成員關口和之結束休養之後南方之星重新展開活動的首張單曲。
歌名的「G★SPOT」指的就是女性的性感帶——G點，是南方之星繼《SHULABA★LA★BAMBA》和《EROTICA SEVEN》之後又一次創作大膽的色情內容歌曲。每一次現場演唱這首歌時。樂團主唱桑田佳祐都會戴不同的帽子扮成色大叔，引起很大的轟動和話題性。
單曲發行首週賣出15.6萬張，週榜排行第4位；年度銷量達50萬張，是1995年度日本單曲銷量第71位。
雖然這張單曲銷量不是十分理想，但是《MANPY的G★SPOT》在多次歌迷在投票南方之星最受歡迎的歌曲中，都位居前列。
2005年6月25日發行12cmCD再販版。

## 收錄曲目
1. MANPY的G★SPOT（マンピーのG★SPOT）
作詞、作曲：桑田佳祐；編曲：南方之星
2. 瑪麗·簡與琢磨仁（メリージェーンと琢磨仁）
作詞、作曲：桑田佳祐；英語補作詞：Tommy Snyder；編曲：南方之星；管編曲：山本拓夫

## 翻唱
- 香港歌手李國祥於1996年推出的國語歌曲《愛太多》

## 外部連結
- （日語）唱片介紹（南方之星官網） （页面存档备份，存于）